# Diceros bicornis bicornis
Il rinoceronte nero meridionale o rinoceronte del Capo (Diceros bicornis bicornis) è una sottospecie estinta del rinoceronte nero un tempo abbondante diffusa in Sud Africa dalla provincia del Capo al Transvaal, nella Namibia meridionale, e forse anche nel Lesotho e nel Botswana meridionale. Fu portato all'estinzione dalla caccia eccessiva e dalla distruzione dell'habitat intorno al 1850.

## Tassonomia
Non si sa da dove sia stato raccolto l'esemplare originale (olotipo), su cui Carlo Linneo basò "Rhinoceros" bicornis, nel 1758. È stato persino proposto che l'olotipo di questa sottospecie fosse effettivamente il cranio di un rinoceronte indiano (Rhinoceros unicornis) con un secondo corno falso, poiché Linneo annotò erroneamente l'India come occorrenza. Ciò fu formalmente corretto nel 1911, quando O. Thomas dichiarò Capo di Buona Speranza come la località tipo di D. bicornis. Pertanto, questa popolazione costituiva la base della sottospecie nominale del rinoceronte nero. Successivamente questa sottospecie venne frequentemente scambiata per il rinoceronte nero sudoccidentale, ma quest'ultimo è da considerarsi una sottospecie a sé stante (D. bicornis occidentalis).

## Stato IUCN
Poiché la IUCN ritiene che le popolazioni viventi di rinoceronte nero della Namibia settentrionale (D. bicornis occidentalis) appartengano a D. bicornis bicornis, quest'ultimo è elencato come "vulnerabile" anziché "estinto". Questa sinonimia, basata su du Toit (1987) è stata, tuttavia, considerata erronea da Groves e Grubb (2011).